# 엑시던트 (영화)
엑시던트(意外, Accident)는 홍콩에서 제작된 정 바오루이 감독의 2009년 스릴러 영화이다. 고천락 등이 주연으로 출연하였고 두기봉 등이 제작에 참여하였다. 알려진 다른 제목은 의외이다.

## 출연

### 주연
- 고천락
- 임현제

### 조연
- 협선
- 풍쉬범
- 임설
- 한우근
- 막소기
- 진망화
- 여상영
- 유위홍
- 명덕풍
- 두홍생
- 여소곤
- 여요동
- 유종기

## 제작진
- 출품인: 장징
- 프로듀서: 풍지위
- 프로듀서: 주숙의
- 프로듀서: 여세화
- 조명: 주서홍
- 조감독: 황경훈
- 조감독: 진지분
- 조감독: 감가위
- 조감독: 여진룡
- 녹음: 양종위
- 음향편집: 탁보이
- 미술: 장세굉
- 미술: 장세걸
- 소품: 임위건
- 소품: 황위명
- 소품팀: 장세굉
- 소품팀: 장세걸
- 분장: 주혜방
- 분장: 문려의
- 헤어: 광요충
- 의상: 장세굉
- 의상: 장세걸
- 무술감독: 황위량